# Amtsgericht Schöppenstedt
Koordinaten: 52° 8′ 33,5″ N, 10° 46′ 24″ O

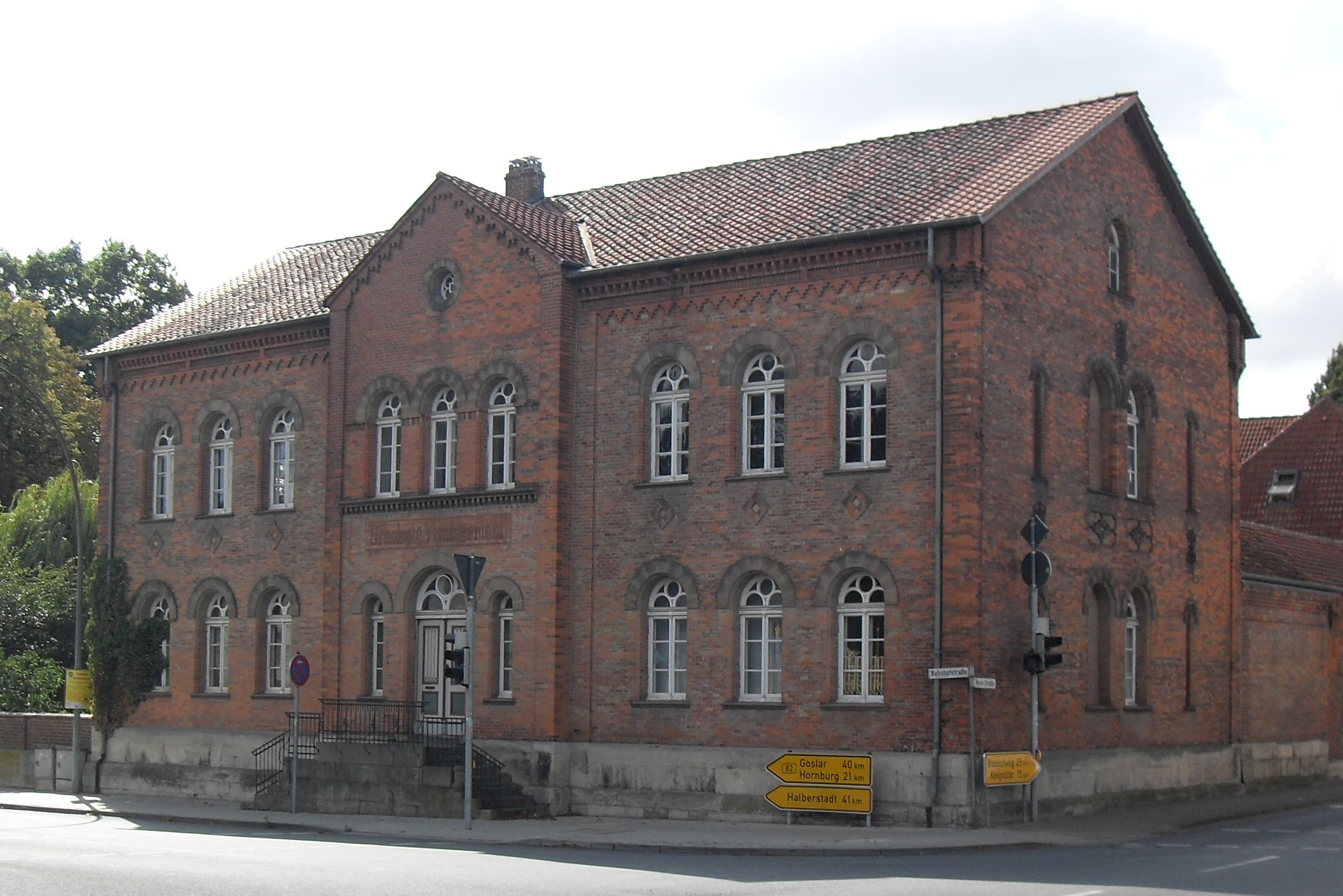
Amtsgerichtsgebäude

Das Amtsgericht Schöppenstedt war ein deutsches Amtsgericht mit Sitz in Schöppenstedt.

## Geschichte

### Von der Märzrevolution bis zu den Reichsjustizgesetzen
Im Herzogtum Braunschweig waren die Ämter gleichzeitig Verwaltungsbehörde als auch Eingangsgericht. In Schöppenstedt bestand das Amt Schöppenstedt. Im Rahmen der Märzrevolution wurde 1848 auch die Trennung der Rechtsprechung von der Verwaltung gefordert. Diese wurde mit dem Gesetz, die Gerichtsverfassung betreffend vom 21. August 1849 umgesetzt. Die Kreise waren nun reine Verwaltungsorgane, die Gerichtsfunktion wurde zum 1. Juli 1850 speziellen Gerichten übertragen. An der Spitze stand das Obergericht Braunschweig, darunter bestand ein Kreisgericht in jedem Kreis und die Eingangsgerichte wurden als Stadt- bzw. Amtsgericht bezeichnet. Für den Landkreis Wolfenbüttel entstand so das Kreisgericht Wolfenbüttel und darunter das Amtsgericht Schöppenstedt als eines von 22 Amtsgerichten des Herzogtums. Der Sprengel des Amtsgerichts umfasste 1863 26 Orte mit 12.232 Einwohnern.

### Ab 1879
Im Rahmen der Reichsjustizgesetze wurden reichsweit einheitlich Oberlandes-, Land- und Amtsgerichte gebildet. Im Herzogtum Braunschweig entstand so das Oberlandesgericht Braunschweig und die Landgerichte Braunschweig und Holzminden. Das Amtsgericht Schöppenstedt blieb bestehen und war nun eines der 16 Amtsgerichte, die dem Landgericht Braunschweig zugeordnet waren. Am Gericht bestanden 1880 zwei Richterstellen. Das Amtsgericht war damit ein mittelgroßes Amtsgericht im Landgerichtsbezirk. Es wurden 13.250 Gerichtseingesessene gezählt.
Im Jahre 1971 wurde das Amtsgericht Schöppenstedt aufgehoben.

## Amtsgerichtsgebäude
Das Amtsgerichtsgebäude wurde im Jahre 1860 mit einem Nebengebäude (Bahnhofstraße 12a) erbaut. Beide Gebäude stehen unter Denkmalschutz und dienen heutzutage als Wohnraum.